# はんのひでしま
はんのひでしまは、福岡県東区箱崎の箱崎商店街にある印章店である。

## 概要
正式な社名は株式会社秀島彫刻工業、11万種類の名字の印鑑があり、様々なメディアで「日本一の品ぞろえ」「日本一のはんこ屋」と称されている。

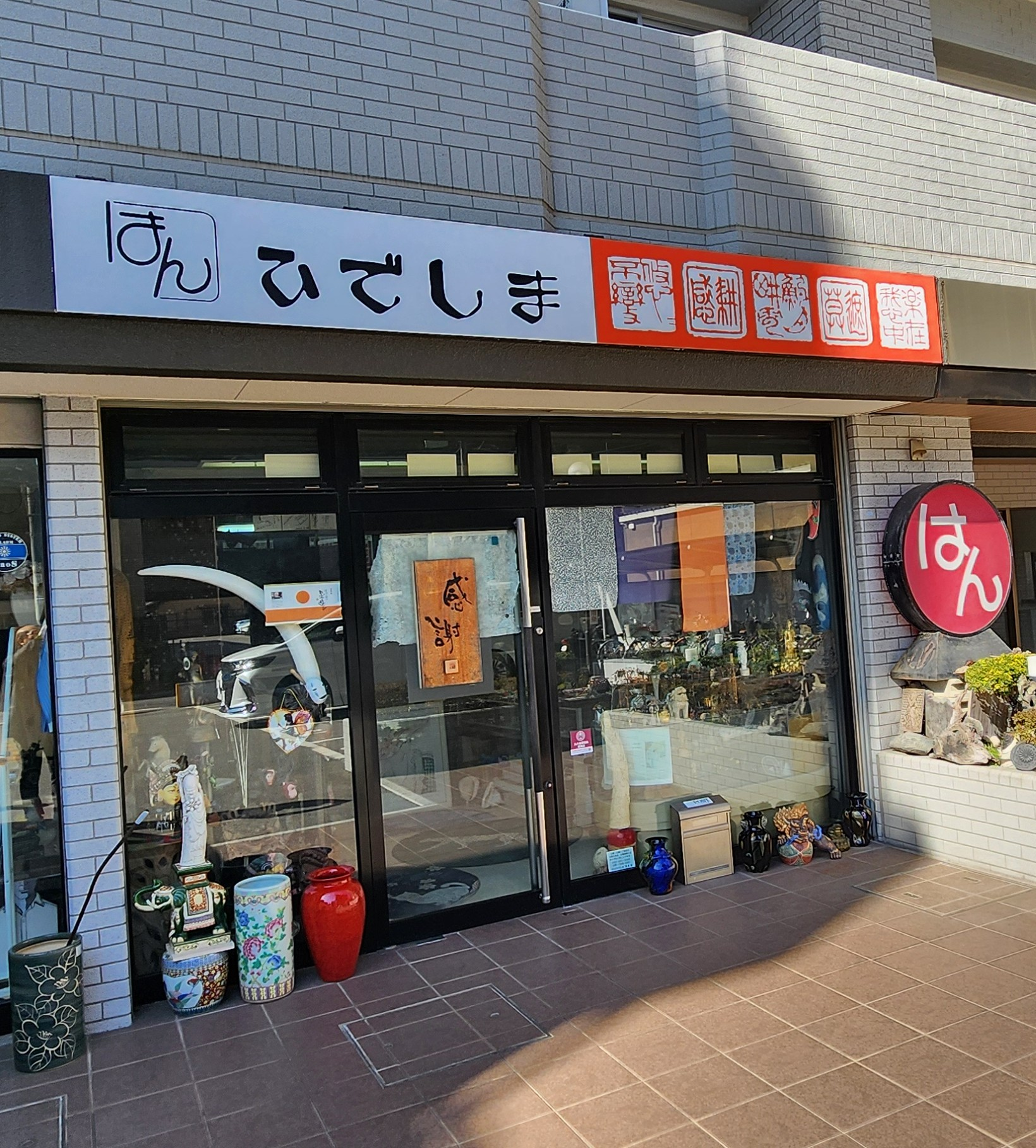
はんのひでしま店構え

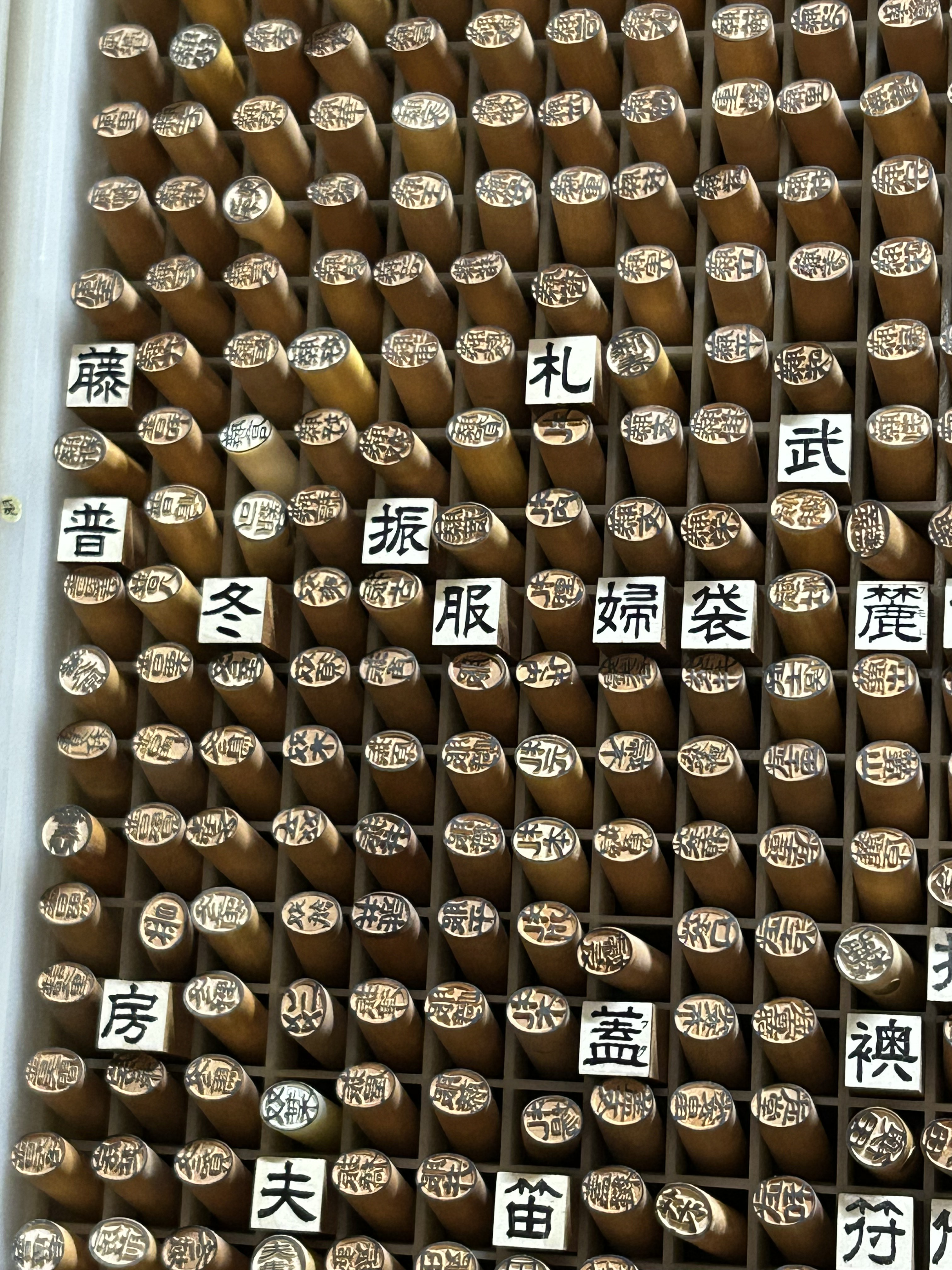
はんのひでしま判子

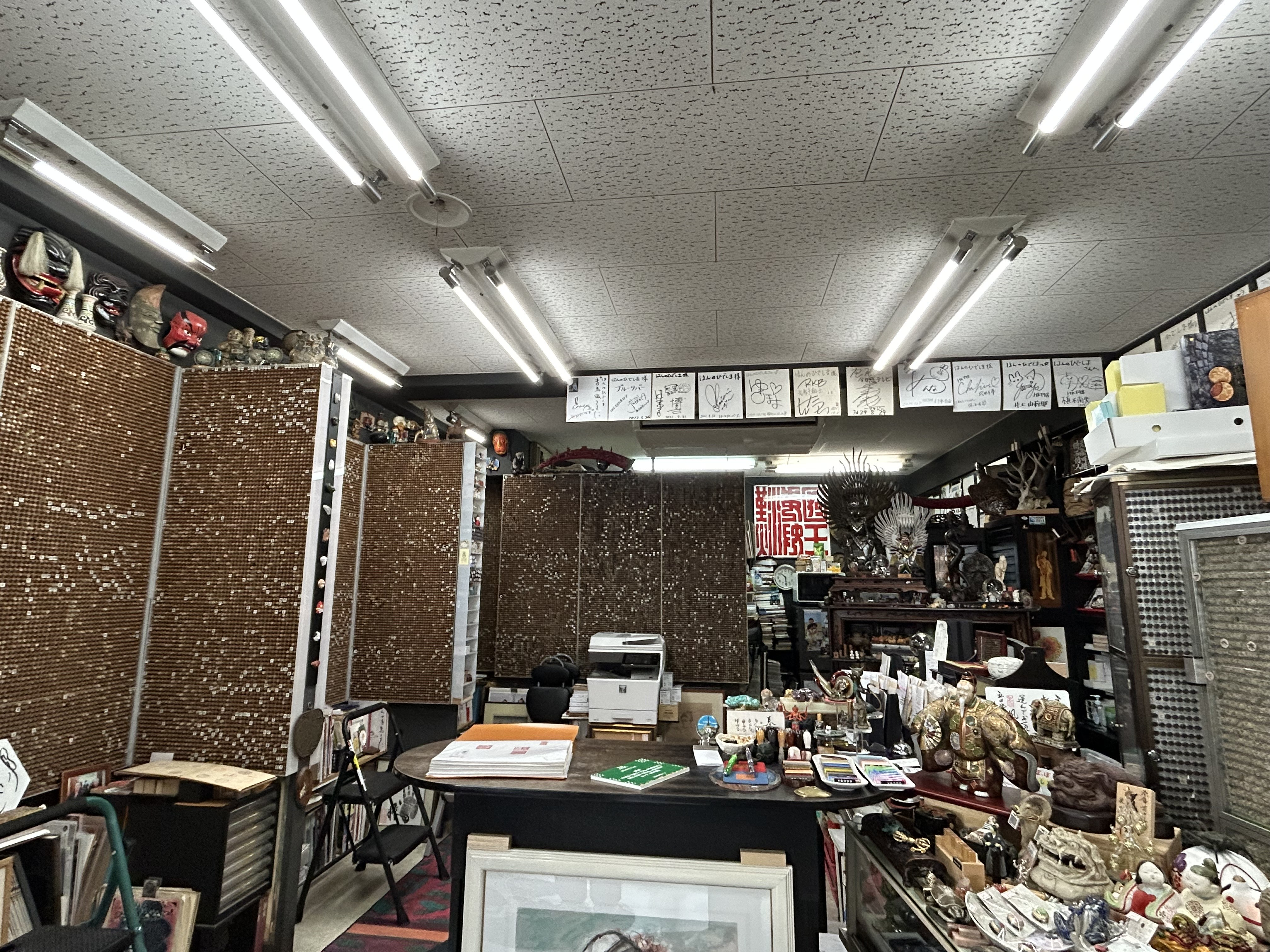
はんのひでしま店内

## 歴史
1931年（昭和6年）創業。秀島 年（ひでしま みのる）が、旧・箱崎町役場の来庁者向けに「秀島印舗」として創業した。「はんこを忘れた来庁者の手助け」の意味合いもあったという。1965年（昭和40年）時点には「株式会社秀島彫刻工業」に法人成りしている。昭和40年福岡商工名鑑によると（株）秀島彫刻工業として次の記載がある。
- 営業種目：印章、スタンプ、プラスティック銘版彫刻
- 代表者 : 秀島 年
- 所在地 : 箱崎本通2724
- 電話 : (65)3085
- 従業員 : 15名
- 資本金：300万円
- 取引銀行：福岡箱崎箱崎信組

1972年（昭和47年）に、初代の年（みのる）から、当時25歳の息子の徹へ屋号を受け継ぐ。2代目として徹は、今すぐ印鑑を手に入れたい客に手渡せるように品揃えを増やし、客が希望する名字に応えられるように種類が増えていった。さらに、機械で大量生産できるものではなく、自分が好きな手彫りの技術を追求したいと考え、事業の柱を「はんこをデザインするメーカー」とした。2025年（令和7年）現在も2代目の秀島徹（ひでしま とおる）が店主を務める。

## 日本の名字と印鑑
1875年（明治8年）の平民名字必称義務令もあり、日本に存在する名字の種類は非常に多様で、世界的に見ても珍しい特徴とされ、名字から地域の伝統や社会的背景を知ることができる。名字の普及は社会制度としての役割のほか、日本人としての認識や家族の絆を象徴する存在や、日本文化として深く根づいており、現代に至るまでこの流れが続いている。1871年（明治4年）の太政官布告部による印鑑登録の制度以降、印鑑と名字の重要性が増した。
名字数は表記ベースでは12万以上あると言われており、はんのひでしまではその99％の名字を取り扱っている。

## 店主について
初代店主の秀島 年は、1993年に 福岡県版「現代の名工」の印章彫刻工として表彰されている。
現店主の秀島 徹は、2004年に福岡市技能功労者として表彰されている。また、詩作品集『はんこおやじの墨遊び 壱』を2024年に出版している。
秀島 徹は、はんこデザイナーの肩書であり、名字研究家としてメディアに出演することもある。見たことがない名字を見つけ実在を確認すると、デザインから彫刻までを自ら手掛け、はんこを作り、店の商品として扱う。そのため実在する苗字であればフィクション作品の登場人物など珍しい名字のはんこもあり、『鬼滅の刃』に登場する「産屋敷」「竈門」も以前から在庫していたほか「不死川」姓の人物にも会ったことがあるという。

## メディア出演関連
2010年から2011年頃、全国放送のテレビ番組で取り上げられたことにより、全国各地から客が訪れるようになる。
- テレビ朝日系列 『ナニコレ珍百景』 2010年8月18日放送 - 【珍百景No.708】「珍名さんだらけのハンコ店」として珍百景コレクションに登録[21]。

- 日本テレビ系列『沸騰ワード10』 2017年12月15日放送、以降「名字頂上決戦」としてシリーズ化。- 名字研究家である髙信幸男が出題する名字のはんこが、「はんのひでしま」にはんこの在庫としてあるか競い、店にあれば秀島の勝ち、なければ髙信の勝ちとなる。2024年12月6日の放送時点で22回対決し、秀島21勝、髙信1勝となっている[22]。
- RKBテレビ 『まじもん!』[23]
- テレビ西日本 『ももち浜ストア』 [24]
- 読売テレビ 『かんさい情報ネットten.』 [25]

## 出版書籍
- はんこおやじの墨遊び 壱（2024年7月22日、恒春閣）[17]

## アクセス
- 福岡市東区箱崎1丁目36番38号 株式会社 秀島彫刻工業
  - 福岡市地下鉄箱崎線 箱崎宮前駅より徒歩6分[26]
  - JR箱崎駅西口より徒歩5分[26]